# 浦东图书馆南汇分馆
浦东图书馆南汇分馆又称南汇图书馆，位于上海市浦东新区惠南镇人民西路326号，是国家一级图书馆。

## 概况
图书馆始建立于1958年，2000年建成新馆，并于2001年成为上海市中心图书馆分馆。2009年，南汇区并入浦东新区，图书馆也于2010年更名为浦东图书馆南汇分馆。图书馆建筑面积5000多平方米，共设有服务窗口6个，包括服务台、中文书刊外借处、综合阅览室、青少年阅读指导基地、电子阅览厅、参考咨询室等，共有阅览座位500多席。
浦东图书馆南汇分馆全年每日开放，中文书刊外借部实行开架借书，年接待读者10万人次。